# Badminton-Juniorenozeanienmeisterschaft 2017
Die Badminton-Juniorenozeanienmeisterschaft 2017 fand vom 13. bis zum 18. Februar 2017 in Nouméa statt. 

## Sieger und Platzierte
| Disziplin    | Gold                       | Silber                   | Bronze                         |
| ------------ | -------------------------- | ------------------------ | ------------------------------ |
| Herreneinzel | Oscar Guo                  | Edward Lau               | Hugo Sautereau                 |
| Herreneinzel | Oscar Guo                  | Edward Lau               | Dacmen Vong                    |
| Dameneinzel  | Sally Fu                   | Jodee Vega               | Chloe Chen                     |
| Dameneinzel  | Sally Fu                   | Jodee Vega               | Christine Zhang                |
| Herrendoppel | Oscar Guo Dacmen Vong      | Jack Boyle Jason Seto    | Quentin Bernaix Hugo Sautereau |
| Herrendoppel | Oscar Guo Dacmen Vong      | Jack Boyle Jason Seto    | Clement Cazautet Ryan Venpin   |
| Damendoppel  | Sally Fu Tamara Otene      | Zecily Fung Jodee Vega   | Alyssa Tagle Jacqueline Yu     |
| Damendoppel  | Sally Fu Tamara Otene      | Zecily Fung Jodee Vega   | Gaea Galvez Christine Zhang    |
| Mixed        | Edward Lau Christine Zhang | Dacmen Vong Alyssa Tagle | Jack Boyle Jacqueline Yu       |
| Mixed        | Edward Lau Christine Zhang | Dacmen Vong Alyssa Tagle | Jason Seto Tamara Otene        |
| Mannschaft   | Neuseeland                 | Australien               | Tahiti                         |